# Blåkronad motmot
Blåkronad motmot (Momotus coeruliceps) är en fågel i familjen motmoter inom ordningen praktfåglar. IUCN kategoriserar arten som livskraftig.

## Utseende och läte
Blåkronad motmot är en stor och långstjärtad fågel med spatelformade stjärtspetsar. Fjäderdräkten är övervägande grön, med en svart ansiktsmask. Den har till skillnad från sina släktingar helblå hjässa utan inslag av svart. Namnet ”motmot” är ljudhärmande för det dubbla något uggleliknande lätet som yttras kring gryning.

## Utbredning och systematik
Fågeln förekommer i nordöstra Mexiko (Nuevo León och Tamaulipas till norra Veracruz). Den behandlas som monotypisk, det vill säga att den inte delas in i några underarter.

### Artstatus
Momotus coeruliceps betraktades tidigare som en underart av M. momotus. Efter denna uppdelning har coeruliceps övertagit det svenska trivialnamnet blåkronad motmot från momotus, som numera kallas amazonmotmot. Även diademmotmot (M. lessonii) behandlades tidigare som en del av coeruliceps och vissa gör det fortfarande.

## Levnadssätt
Blåkronad motmot hittas i fuktiga skogar i tropiska låglänta områden och lägre bergstrakter. Den ses ofta sitta i skuggan, spanande efter flygande insekter.

## Status och hot
Arten har ett stort utbredningsområde men tros minska i antal, dock inte tillräckligt kraftigt för att den ska betraktas som hotad. Internationella naturvårdsunionen IUCN listar därför arten som livskraftig (LC). Beståndet uppskattas till i storleksordningen 20 000 till 50 000 vuxna individer.